# Thiên hạ đệ nhất hổ
Thiên hạ đệ nhất hổ là Bia chữ Hổ, còn gọi "bách niên cổ bia, thiên hạ đệ nhất", trong Trấn Trại (Nhà phố) tại Nam Kinh, công viên Chiêm (Chiêm Viên). Tương truyền bia này là của Chu Nguyên Chương, sau khi xưng đế khắc tặng cho Hổ tướng công cao cái thế - Từ Đạt. Hình chữ trên bia trông như mãnh hổ. Trong chữ Hổ ẩn 4 chữ "Phú Giáp Thiên Hạ". Hoàng đế Càn Long thời nhà Thanh, khi Chu  Du Giang Nam đã bình phẩm chữ hổ này là "Thiên hạ đệ nhất Hổ". 

## Truyền thuyết
Nam Kinh, Chiêm Viên có một bia đá cổ, trên bia khắc 1 chữ Hổ kỳ lạ. Tương truyền "chữ Hổ" vì Hổ tướng Từ Đạt lúc mắc trọng bệnh, Minh thái Tổ Chu Nguyên Chương vì trị trọng bệnh cho Từ Đạt, gọi Sư phụ của Lưu Bá Ôn, Thiệu Đạo nhân trị trọng bệnh cho Từ Đạt, sau khi Thiệu Đạo nhân đến phủ, viết một chữ Hổ, Chu Nguyên Chương dựa theo chử "Hổ" đó khắc lên bia đá, tặng cho Từ Đạt. Từ lúc có bia chữ Hổ, bệnh của Từ Đạt không trị tự khỏi, và nhờ tấm bia chữ hổ này gia đình họ Từ liên tục 18 đời vinh hoa phú quý.
Càn Long vi hành xuống Giang Nam, lúc ngự ở Chiêm Viên, nhìn thẳng chữ Hổ, phát hiện ẩn bên trong bao hàm 4 chữ "Phú giáp thiên hạ", và cho biết "chữ Hổ 1 nét bút" này là báu vật thiên hạ. Ông muốn đem về Bắc Kinh làm của riêng, nhưng bị người khuyên can, vì lúc đó bia đá khắc chữ hổ được khắc đính vào tường, dùng lực gỡ ra sợ rằng hủy hoại phong thủy đối với người không tốt, thôi đành bỏ ý định.
Như vậy, chữ hổ thần kỳ, phẩy 1 nét mà thành: chữ là Hổ, hình cũng như hổ, hình 1 chú hổ đứng oai vệ, đầu hổ, miệng hổ, thân hổ, lưng hổ, đuôi hổ, rõ ràng xác đáng phảng phất nghinh thiên gầm thét, được gọi là "thiên hạ đệ nhất hổ".
Nhân gian truyền miệng: xoa xoa đầu hổ, ăn mặc không khổ, xoa xoa miệng hổ, trừ tà tránh quỷ, xoa xoa thân hổ, từng bước lên cao, xoa xoa lưng hổ, vinh hoa phú quý, xoa xoa đuôi hổ, thập toàn thập mỹ. Chữ hổ đồng âm với chữ "Phúc" là linh vật có uy vũ trấn tà, xoa hổ cũng như xoa phúc vậy.